# 악마의 탄생 (2011년 영화)
《악마의 탄생》(Born Bad)은 미국에서 제작된 자레드 콘 감독의 2011년 드라마, 스릴러, 공포 영화이다. 메리디스 몬노에 등이 주연으로 출연하였다.

## 출연

### 주연
- 메리디스 몬노에
- 보니 데니슨
- 마이클 웰치

### 조연
- 데이비드 초카치
- 파커 코핀스
- 아만다 워드
- 빌 오버스트 주니어
- 칼 도넬슨
- 크리스티나 미르